# Ociogi
Ociogi – wieś w Rumunii, w okręgu Aluta, w gminie Brâncoveni. W 2011 roku liczyła 576 mieszkańców.